# 아마존 웹 서비스
아마존 웹 서비스(영어: Amazon Web Services, 약칭: AWS)는 아마존닷컴의 클라우드 컴퓨팅 사업부이다.
아마존 웹 서비스는 다른 웹 사이트나 클라이언트측 응용 프로그램에 대해 온라인 서비스를 제공하고 있다. 이러한 서비스의 상당수는 최종 사용자에 직접 공개되는 것이 아니고, 다른 개발자가 사용 가능한 기능을 제공하는 플랫폼을 제공하는 PaaS이다.
아마존 웹 서비스의 각종 서비스는 REST 프로토콜 및 SOAP 프로토콜을 통해 접근, 이용 및 관리가 가능하다. 비용은 실제 사용량에 따라 결정되며, 일부 서비스의 경우 미리 고정된 금액을 지불하는 형태도 있다.

## 특징
2006년에 공식 서비스를 시작한 아마존 웹 서비스는 기타 웹 사이트나 클라이언트 사이드 애플리케이션을 위한 온라인 서비스들을 제공한다. 이 서비스들 중 대부분이 최종 사용자들에게 직접 노출되지는 않는 대신, 다른 개발자들이 자신의 애플리케이션에 사용할 수 있는 기능을 제공한다.

## 리전 목록
아마존 웹 서비스는 데이터 센터를 리전(region)이라고 부른다.
- 북아메리카 (6개 리전)
  - 미국 동부 (북부 버지니아) -아마존 웹 서비스의 서버 대부분이 이곳에 있다.[3]
  - 미국 동부 (오하이오주)
  - 미국 서부 (오리건주)
  - 미국 서부 (북부 캘리포니아)
  - AWS GovCloud (미국) - 미국 북서부에 위치하며 미국 정부 고객을 위해 제공된다. 기존 정부 기관들은 이미 US East Region을 이용하여 보완하고 있다.[4]
  - 캐나다 (중부)
- 남아메리카 (1개 리전)
  - 브라질 (상파울루)
- 유럽 / 중동 / 아프리카 (3개 리전)
  - EU (아일랜드)
  - EU (독일 프랑크푸르트)
  - EU (영국 런던)
  - ME (이스라엘 텔아비브-Yafo)
  - ME (이스라엘 Herzeliyya)
  - 아프리카 (남아프리카 공화국 Pretoria)
  - 아랍에미리트 두바이
- 아시아 태평양 (6개 리전)
  - 아시아 태평양 (일본 도쿄)
  - 아시아 태평양 (대한민국 서울) - 2012년 5월 11일 한국어 웹사이트가 개설되었다.[5] 같은 해 6월 27일에는 서울 삼성동 코엑스에서 'AWS 101 클라우드 컴퓨팅' 세미나를 개최하고 본격적인 한국 진출을 게시했다.[6] 2016년 1월 7일 서울 리전이 추가되었다.[7]
  - 아시아 태평양 (싱가포르)
  - 아시아 태평양 (인도 뭄바이)
  - 아시아 태평양 (뭄바이 시드니)
  - 중국 (베이징)

### 리전 및 리전 이름표
리전 및 리전 이름표는 다음과 같다.
| 리전 이름                 | 리전           |
| ------------------------- | -------------- |
| US East (N. Virginia)     | us-east-1      |
| US East (Ohio)            | us-east-2      |
| US West (N. California)   | us-west-1      |
| US West (Oregon)          | us-west-2      |
| Canada (Central)          | ca-central-1   |
| China (Beijing)           | cn-north-1     |
| Asia Pacific (Mumbai)     | ap-south-1     |
| Asia Pacific (Seoul)      | ap-northeast-2 |
| Asia Pacific (Singapore)  | ap-southeast-1 |
| Asia Pacific (Sydney)     | ap-southeast-2 |
| Asia Pacific (Tokyo)      | ap-northeast-1 |
| EU (Frankfurt)            | eu-central-1   |
| EU (Ireland)              | eu-west-1      |
| EU (London)               | eu-west-2      |
| South America (São Paulo) | sa-east-1      |
| AWS GovCloud (US)         | us-gov-west-1  |

## 제품 및 서비스 목록

### 컴퓨팅
- 아마존 EC2
  - 아마존 EC2 컨테이너 서비스(Amazon EC2 Container Service)
  - 오토 스케일링(Auto Scaling)
- AWS 람다(AWS Lambda)
- 아마존 VPC(Amazon VPC)
- 일랙스틱 로드 밸런싱(Elastic Load Balancing)

### 스토리지 및 콘텐츠 전송
- 아마존 S3
- 아마존 글레셔(Amazon Glacier)
- 아마존 EBS(Amazon EBS)
- AWS 임포트/익스포트(AWS Import/Export)
- AWS 스토리지 게이트웨이(AWS Storage Gateway)
- 아마존 클라우드프론트(Amazon CloudFront)

### 데이터베이스
- 아마존 RDS(Amazon RDS)
- 아마존 다이나모DB(Amazon DynamoDB)
- 아마존 레드시프트(Amazon Redshift)
- 아마존 일래스티캐시(Amazon ElastiCache)
- 아마존 심플DB(Amazon SimpleDB)

### 네트워킹
- 아마존 VPC(Amazon VPC)
- AWS 다이렉트 커넥트(AWS Direct Connect)
- 아마존 루트 53(Amazon Route 53)
- 일래스틱 로드 밸런싱(Elastic Load Balancing)

### 관리 및 보안
- AWS 디렉터리 서비스(AWS Directory Service)
- AWS 아이덴티티 앤드 액세스 매니지먼트(AWS Identity and Access Management, IAM)
- AWS 클라우드트레일(AWS CloudTrail)
- AWS 콘피그(AWS Config)
- AWS 클라우드HSM(AWS CloudHSM)
- AWS 키 매니지먼트 서비스(AWS Key Management Service)
- 아마존 클라우드워치(Amazon CloudWatch)

### 분석
- 아마존 EMR(Amazon EMR)
- 아마존 키네시스(Amazon Kinesis)
- 아마존 레드시프트(Amazon Redshift)
- AWS 데이터 파이프라인(AWS Data Pipeline)

### 애플리케이션 서비스
- 아마존 SQS
- 아마존 SWF
- 아마존 앱스트림(Amazon AppStream)
- 아마존 일래스틱 트랜스코더(Amazon Elastic Transcoder)
- 아마존 SES
- 아마존 클라우드서치(Amazon CloudSearch)
- 아마존 SNS
- 아마존 FPS(Flexible Payment Service)

### 배포 및 관리
- AWS 일래스틱 빈즈토크(AWS Elastic Beanstalk)
- AWS 옵스웍스(AWS OpsWorks)
- AWS 클라우드포메이션(AWS CloudFormation)
- AWS 코드디플로이(AWS CodeDeploy)

### 모바일 서비스
- 아마존 코그니토(Amazon Cognito)
- 아마존 모바일 애널리스틱스(Amazon Mobile Analytics)
- 아마존 SNS

### 엔터프라이즈 애플리케이션
- 아마존 워크스페이시즈(Amazon WorkSpaces)
- 아마존 워크독스(Amazon WorkDocs)
- 아마존 클라우드프론트(Amazon CloudFront): 콘텐츠 전송 네트워크 서비스
- 아마존 일래스틱 블록 스토어(Amazon Elastic Block Store, EBS)
- 아마존 이래스틱 컴퓨트 크랄우드(Amazon Elastic Compute Cloud, EC2): Xen를 이용한 가상 측정할 수 있는 가상 서버를 제공하는 서비스.
- 아마존 일래스틱 맵리듀스(Amazon Elastic MapReduce): 맵리듀스 서비스
- 아마존 매커니컬 터크(Amazon Mechanical Turk): 크라우드소싱 플랫폼
- 아마존 릴레이셔널 데이터베이스 서비스(Amazon Relational Database Service)
- 아마존 심플 스토리지 서비스(Amazon Simple Storage Service, S3)
- 아마존 심플DB(Amazon SimpleDB) - 분산 데이터베이스 서비스. Erlang으로 개발되었다.[9]

## 사건/사고

### 서버 장애
- 2011년 4월 서비스 중단으로 징가, 넷플릭스, 포스퀘어 등 사이트가 최대 11시간 마비되었다.
- 2018년 11월 22일 오전 8시경부터 한국 리전 서버 장애로 다수의 국내 서비스가 1시간 반에서 2시간까지 중단되었다.[10][11]

## 아마존 웹 서비스를 이용하는 대표 서비스
- 넷플릭스 트위치

## 같이 보기
- 마이크로소프트 애저
- KT Cloud
- 네이버 클라우드 플랫폼